# ATP Estoril Open 2022
Estoril Open 2022 — тенісний турнір, що проходив на ґрунтових кортах у місті Кашкайш, Португалія з  25 до 30 квітня. Належав до категорії ATP 250.

## Фінальна частина

### Одиночний розряд
Себастьян Баес —  Френсіс Тіафо 6–3, 6–2

### Парний розряд
Нуно Боржеш /  Франсіску Кабрал —  Максімо Гонсалес /  Андре Ґоранссон 6–2, 6–3